# Уотерлу (Сьерра-Леоне)
Уотерлу (англ. Waterloo) — город на западе Сьерра-Леоне, на территории Западной области. Административный центр Западной сельской области.

## История
Город был основан в 1819 году как поселение бывших рабов африканского происхождения. Уотерлу сильно пострадал в ходе гражданской войны (1991—2002).

## Географическое положение
Город находится в центральной части области, на востоке полуострова Фритаун, на расстоянии приблизительно 12 километров к юго-востоку от столицы страны Фритауна. Абсолютная высота — 39 метров над уровнем моря.

## Население
По данным переписи 1985 года численность населения города составляла 9 878 человек.
Динамика численности населения города по годам:
| 1963  | 1974  | 1985  | 2013   |
| ----- | ----- | ----- | ------ |
| 3 215 | 4 276 | 9 878 | 18 965 |

Этнический состав населения Уотерлу отличается большой неоднородностью. Лингва-франка для горожан является язык крио.

## Транспорт
Ближайший аэропорт расположен в городе Фритаун.